# 665

## Nașteri
- dată necunoscută: Garibald al longobarzilor  (d. 671)

## Decese
- dată necunoscută: Kubrat  (n. 605)